# Station Kii-Nakanoshima
 Station Kii-Nakanoshima (紀伊中ノ島駅,  Kii-Nakanoshima-eki) is een spoorwegstation in de Japanse stad Wakayama, gelegen in de prefectuur Wakayama. Het wordt aangedaan door de Hanwa-lijn. Het station heeft twee sporen, gelegen aan twee zijperrons.

## Lijnen

### JR West
| 1 | ■ Hanwa-lijn | richting Hineno, Ōtori en Tennōji |
| 2 | ■ Hanwa-lijn | richting Wakayama                 |

## Geschiedenis
Het station werd in 1932 geopend als station Nakanoshima, maar het werd al na twee weken veranderd in Hanwa-Nakanoshima. In 1936 kreeg het de huidige naam.

## Overig openbaar vervoer
Er bevindt zich een bushalte nabij het station, welke wordt aangedaan door bussen van het netwerk van Wakayama.

## Stationsomgeving
- Circle-K
- FamilyMart